# Empréstimo por livrança
Empréstimo por Livrança é uma modalidade de empréstimo no qual o consumidor ou empresa se compromete a pagar o montante da dívida à entidade financiadora. Esta operação é concretizada por um título de crédito, no qual uma entidade promete pagar a outra uma determinada quantia num prazo estipulado.
Estes títulos de crédito são parte integrante de um acordo para concessão de crédito, que só é concedido após a assinatura do termo de livrança. Assim, caso o devedor não pague as prestações, os bancos poderão usar esta garantia.
Diversas instituições bancárias disponibilizam este tipo de empréstimo. O prazo para concessão varia entre 3 e 5 dias úteis. O prazo mínimo de empréstimo é de 30 dias, e em caso de pedido de reforma da Livrança este tem que ser efetuado no prazo de 5 dias úteis antes do seu vencimento.
Os indexantes mais utilizados neste tipo de empréstimos são, a Euribor a 1 ou a 3 meses.
As empresas recorrem a este tipo de financiamento para obter recursos financeiros a curto prazo.

## Características do empréstimo por Livrança
1 - A palavra "livrança" no próprio texto do título e expressa na língua empregada para a redação desse título.
2 - A promessa pura e simples de pagar uma quantia determinada.
3 - A época do pagamento.
4 - A indicação do lugar em que se deve efetuar o pagamento.
5 - Nome da pessoa a quem ou a ordem de quem deve ser paga.
6 - A indicação de data e lugar onde a livrança é passada.

7 - A assinatura de quem passa a livrança (subscritor).